# Dosis absorbida

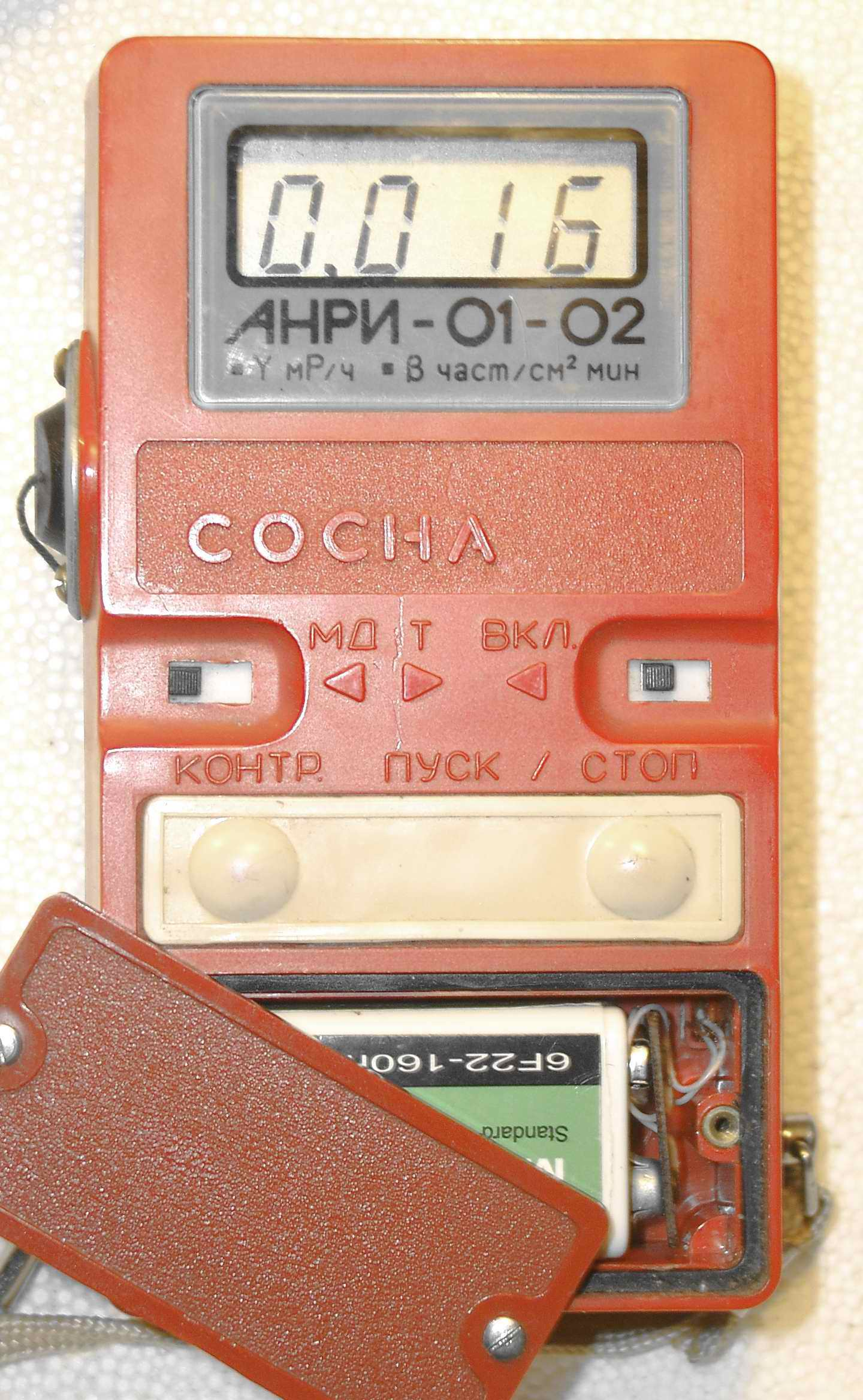
Dosímetro sosna

La dosis absorbida es una magnitud utilizada en radiología y protección radiológica, para medir la cantidad de radiación ionizante recibida por un material y más específicamente por un tejido o un ser vivo. La dosis absorbida mide la energía depositada en un medio por unidad de masa. La unidad en el Sistema Internacional es el J/kg, que recibe el nombre especial de gray (Gy). Se suele emplear igualmente en la determinación de los efectos que produce la radiación sobre materias inanimadas, como pueden ser aparatos y dispositivos electrónicos. 
Debe tenerse en cuenta que esta magnitud no es un buen indicador de los efectos biológicos de la radiación sobre los seres vivos, 1 Gy de radiación alfa puede ser mucho más nociva que 1 Gy de fotones de Rayos X, por ejemplo. Deben aplicarse una serie de factores para que los efectos biológicos sean reflejados, obteniéndose así la dosis equivalente.
El riesgo de efectos estocásticos debidos a la exposición a una radiación pueden ser medidos con la dosis efectiva, que es un promedio ponderado de la dosis equivalente de cada tejido expuesto, tomando en cuenta la radiosensibilidad de las poblaciones celulares que los forman.
La unidad de estas dos últimas magnitudes es el sievert.

## Unidades antiguas
En la literatura se encuentran unidades más fáciles de recordar nemotécnicamente, pero actualmente en desuso. En concreto:
- rad era la unidad de dosis absorbida. Su equivalencia es 1 rad=0,01 Gy
- rem era la unidad de dosis equivalente y de dosis efectiva, equivalente a 1 rad para rayos gamma. 1 rem=0,01 Sv

También se empleaba mucho en Radiología el roentgen (R) para medir una magnitud distinta, la exposición, es decir, la cantidad de ionización en aire seco por unidad de masa, en condiciones estándar de temperatura y presión (SCTP). 
El rad y el rem han sido sustituidos por el Gy (gray) y el Sv (sievert) respectivamente.